# Selma Panengstuen
Selma Panengstuen (Skreia, 22 november 2002) is een Noors voetbalspeelster. Ze speelt als doelverdediger voor Kolbotn IL in de Toppserien.

## Clubcarrière
Panengstuen begon met voetballen bij de lokale voetbalclub uit haar geboorteplaats Skreia. Hierna kwam ze uit voor Raufoss IL, de grootste club uit de regio Toten. In 2019 vertrok ze naar Stabæk  IF, waar ze concurrerende met Sunniva Skoglund voor een plek onder de lat. In 2022 vertrok Panengstuen naar Kolbotn IL om meer garantie op speeltijd te hebben. Met deze club dwong ze in de eerste divisie promotie af naar de Toppserien. Panengstuen werd persoonlijk beloond met de titel beste keepster van de Noorse eerste divisie.

## Statistieken
| Seizoen | Club       | Competitie | Competitie | Competitie | Beker | Beker | Champions League | Champions League | Overig | Overig | Totaal | Totaal |
| Seizoen | Club       | Competitie | Wed.       | Dlp.       | Wed.  | Dlp.  | Wed.             | Dlp.             | Wed.   | Dlp.   | Wed.   | Dlp.   |
| ------- | ---------- | ---------- | ---------- | ---------- | ----- | ----- | ---------------- | ---------------- | ------ | ------ | ------ | ------ |
| 2021    | Stabæk IF  | Toppserien | 4          | 0          | 0     | 0     | 0                | 0                | 0      | 0      | 4      | 0      |
| 2022    | Kolbotn IL | Toppserien | 14         | 0          | 0     | 0     | 0                | 0                | 0      | 0      | 14     | 0      |
| 2024    | 24         | Toppserien | 0          | 0          | 0     | 0     | 0                | 0                | 0      | 24     | 0      |        |
| Totaal  | Totaal     | Totaal     | 42         | 0          | 0     | 0     | 0                | 0                | 0      | 0      | 42     | 0      |

Bijgewerkt t/m 31 oktober 2024.

## Interlandcarrière
Als jeugdinternational doorliep Panengstuen alle jeugdelftallen van de Noorse nationale ploeg. Met Noorwegen -19 kwam ze uit op het EK 2022 waarin ze de finale wist te halen. Deze ging verloren tegen de Spaanse leeftijdsgenoten.
Eind 2022 werd Panengstuen voor het eerst opgeroepen voor de Noorse seniorenploeg door de Noorse bondscoach Hege Riise voor wedstrijden tegen Nederland en Brazilië.  In 2023 nam de nieuwe bondscoach Leif Gunnar Smerud Panengstuen eveneens op in zijn selectie.